# Dunvingergekko
De dunvingergekko (Stenodactylus sthenodactylus) is een gekko uit de familie Gekkonidae.

## Naam en indeling
De wetenschappelijke naam van de soort werd voor het eerst voorgesteld door Martin Lichtenstein in 1823. Oorspronkelijk werd de naam Ascalabotes sthenodactylus gebruikt.
Zowel de geslachtsnaam Stenodactylus als de soortaanduiding sthenodactylus betekenen vrij vertaald 'smalle vingers'.

## Uiterlijke kenmerken
Het lichaam is bedekt met kleine, gladde schubben en heeft lange poten en een dunne staart. De ronde kop bevat bolle ogen en uitpuilende neusgaten. Deze dieren hebben een fijne donkere tekening en soms witte vlekken. De huid is lichtbruin of zandkleurig. Ze missen de hechtschijfjes aan de tenen, waardoor ze alleen op lage voorwerpen kunnen klimmen. De lichaamslengte bedraagt 9 tot 11 cm.

## Levenswijze
Het voedsel van deze terrestrische, nachtactieve dieren bestaat uit termieten, mieren, kleine vlinders en kevers en hun larven. Ze leven teruggetrokken in hun schuilplaatsen onder de grond of stenen. Ze voelen zich veilig wanneer ze in een nauwe spleet kunnen wegkruipen. Overdag liggen ze in de zon. Vooral de mannetjes verdedigen hun territorium, maar ook de vrouwtjes zullen indringers aanvallen. Bij bedreiging door predatoren wordt een hoge rug opgezet, zodat ze groter lijken.

## Verspreiding en habitat
De soort komt voor in delen van Afrika en het Midden-Oosten en leeft in de landen Marokko, Westelijke Sahara, Libië, Algerije, Tunesië, Egypte, Israël, Jordanië, Mauritanië, Ethiopië, Eritrea, Soedan, Syrië, Saoedi-Arabië, Kenia en Mali. De habitat bestaat uit droge savannen, droge tropische en subtropische scrublands en graslanden en hete woestijnen. De soort is aangetroffen van zeeniveau tot op een hoogte van ongeveer 1500 meter boven zeeniveau.

## Beschermingsstatus
Door de internationale natuurbeschermingsorganisatie IUCN is de beschermingsstatus 'veilig' toegewezen (Least Concern of LC).